# Ielena Iakovleva
Pour les articles homonymes, voir Iakovlev.
Ielena Alekseïevna Iakovleva (en russe : Елена Алексеевна Яковлева), née à Novohrad-Volynskyï (Union des républiques socialistes soviétiques) le 5 mars 1961, est une actrice russe connue pour ses rôles dans des films tels que Intergirl et Encore, Once More Encore!.

## Biographie
Née à Novohrad-Volynsky Ielena Iakovleva est la fille d'un militaire et d'une employée d'un Institut de recherche. La famille déménage souvent, au gré des mutations du père d'Ielena. Elle finit ses études secondaires en 1978, à Kharkiv. Pendant deux ans, elle travaille - d'abord dans une librairie, puis, à l'usine - et économise l'argent pour son voyage à Moscou, afin de tenter sa chance dans une école de théâtre. En 1980, elle s'en va pour la capitale et passe le concours d'entrée de l'Académie russe des arts du théâtre au cours duquel elle récite le monologue de Katioucha Maslova de la Résurrection de Tolstoï. Elle est admise dans la classe de Vladimir Andreïev. Diplômée en 1984, elle devient actrice du théâtre Sovremennik et sort pour la première fois sur scène dans le spectacle Deux sur la balançoire de William Gibson adapté par Galina Voltchek. En 1986, elle est invitée par Valéry Fokine dans la troupe du Théâtre Iermolova. Elle y travaille pendant trois ans avant de revenir à Sovremennik où elle restera cette fois jusqu'en 2011.
En mars 2018, à la demande de Galina Volchek, Ielena Iakovleva revient en tant qu'actrice invitée sur la scène du théâtre Sovremennik, où elle joue Marie Stuart dans Nous jouons... Schiller!, mis en scène de Rimas Tuminas.
Son début a l'écran a lieu dans le mélodrame de Gueorgui Jungwald-Khilkevitch Deux sous un parapluie (1983) adapté de la nouvelle de Sergueï Abramov. Elle devient célèbre en 1989, après la sortie de Interdevochka de Piotr Todorovski, l'histoire tragique d'une prostituée adaptée de la nouvelle de Vladimir Kounine.
À la télévision, depuis 1999, elle incarne Anastasia Kamenskaïa, dans la série policière réalisée d'après les romans d'Alexandra Marinina.

## Filmographie partielle

### Au cinéma
- 1989 : Intergirl (Интердевочка, Interdevochka) de Piotr Todorovski : Tania Zaïtseva
- 1992 : Le Carré noir (Чёрный квадрат, Chyorny kvadrat) de Youri Moroz : légiste
- 2017 : Le Dernier Chevalier (Последний богатырь, Posledni bogatyr) de Dmitri Diatchenko : Baba-Yaga
- 2018 : Le Gardien des mondes de Sergueï Mokritski : mère de Kirill
- 2018 : Les Derniers Sapins de Noël (Ёлки последние) de Egor Baranov : mère d'André
- 2021 : Le Dernier Chevalier : La racine du mal (Последний богатырь: Корень зла) de Dmitri Diatchenko : Baba-Yaga

### À la télévision
- 2000 : Kamenskaïa (Каменская) de Youri Moroz : Kamenskaïa, femme major de police

## Récompenses et distinctions
- prix de la meilleure actrice au Festival international du film de Tokyo : 1989
- prix d'interprétation féminine au Festival international du film de Romepour L'Escalier : 1990
- Nika de la meilleure actrice dans un second rôle pour Intergirl : 1990
- Nika de la meilleure actrice pour Encore, Once More Encore : 1993
- Prix d'État de la fédération de Russie : 2001
- Artiste du peuple de la fédération de Russie : 2002
- Prix TEFI de la meilleure actrice à la télévision pour Kamenskaïa : 2004
- Aigle d'or de la meilleure actrice dans un second rôle pour Mon beau-frère Frankenstein  : 2005
- Ordre de l'Honneur : 2006
- Aigle d'or de la meilleure actrice dans un second rôle pour The Very Best Day : 2017